# Скрипино (Московская область)
Скри́пино — деревня в Воскресенском муниципальном районе Московской области. Входит в состав сельского поселения Фединское. Население — 0 чел. (2010).

## География
Деревня Скрипино расположена в юго-западной части Воскресенского района, примерно в 6 км к юго-западу от города Воскресенска. Высота над уровнем моря 154 м. Ближайший населённый пункт — деревня Карпово.

## Название
Название связано с некалендарным личным именем Скрипин.

## История
В 1926 году деревня входила в Лукьяновский сельсовет Мячковской волости Коломенского уезда Московской губернии.
С 1929 года — населённый пункт в составе Воскресенского района Коломенского округа Московской области, с 1930-го, в связи с упразднением округа, — в составе Воскресенского района Московской области.
До муниципальной реформы 2006 года Скрипино входило в состав Степанщинского сельского округа Воскресенского района.

## Население
В 1926 году в деревне проживало 116 человек (44 мужчины, 72 женщины), насчитывалось 22 крестьянских хозяйства. По переписи 2002 года — 1 человек (1 мужчина).
| 1926 | 2002 | 2010 |
| ---- | ---- | ---- |
| 116  | ↘1   | ↘0   |